# 太完善
太 完善（テ・ワンソン、朝鮮語: 태완선、1915年1月20日 - 1988年5月1日）は、大韓民国の政治家、実業家。元復興部長官、商工部長官、建設部長官、副総理、第2・5・10代国会議員。本貫は永順太氏。

## 経歴
日本統治時代の慶尚南道河東郡に生まれた。1936年に京城法学専門学校（現在のソウル大学校）を卒業。朝鮮殖産銀行・朝陽鉱業・漢江水力発電会社勤務、朝鮮電業会社社長を経て、1947年に商工部直営の寧越鉱業所所長として勤務した。1950年の第2代総選挙と1960年の第5代総選挙ではいずれも寧越郡選挙区から出馬し当選した。第2共和国では復興部長官を務め、その後は1961年5月3日から同月18日までに商工部長官を務めた。1965年に統合野党である民衆党の党務会議議長、1969年に新民党の政務委員と財政委員長を歴任した。1970年に朴正煕に招かれ、経済科学審議会常任委員と大韓石炭公社総裁を務めた。1971年に建設部長官、1972年に副総理兼経済企画院長官、1974年に韓国総合製鉄社長、1975年に大韓重石会長、大韓商工会議所会長、韓米親善会会長、1977年に淑明学院理事長、1978年に韓国精神文化研究院初代理事長を歴任した。1979年の第10代総選挙では統一主体国民会議から選出され、維新政友会所属の国会議員となり、維政会議長を務めた。退任後の1981年に韓米友情使節団国際諮問委員会議長、1987年に新民主共和党常任顧問を務めた。
晩年は韓国経済社会研究所会長を務めた。1988年3月に高血圧の治療を受けた後、5月1日、ソウル市瑞草区の自宅アパートで死去。享年73。

## 賞勲・評価
青条勤政勲章・金塔産業勲章・イラン国ホマユン1等勲章を受章した。1970から80年代の漢江の奇跡に多大な貢献をした。

## 親族
息子の太錫源は元駐カザフスタン韓国大使、孫のテ・ジュノは弁護士。